# Winter-Paralympics 1984/Ski Alpin
Bei den III. Winter-Paralympics wurden zwischen dem 14. und 20. Januar 1984 in Mutters 56 Wettbewerbe im Alpinen Skisport ausgetragen. Nach 1976 wurden zum zweiten Mal Rennen in der Alpinen Kombination ausgetragen. Erstmals fanden Abfahrtsrennen statt.

## Medaillenspiegel
| Platz | Land               | Goldmedaille | Silbermedaille | Bronzemedaille | Gesamt |
| ----- | ------------------ | ------------ | -------------- | -------------- | ------ |
| 1     | Österreich         | 26           | 10             | 12             | 48     |
| 2     | Vereinigte Staaten | 7            | 13             | 14             | 34     |
| 3     | BR Deutschland     | 7            | 6              | 8              | 21     |
| 4     | Schweden           | 6            | 1              | 1              | 8      |
| 5     | Schweiz            | 5            | 13             | 7              | 25     |
| 6     | Kanada             | 2            | 8              | 4              | 14     |
| 7     | Frankreich         | 2            | 2              | —              | 4      |
| 8     | Neuseeland         | 1            | 3              | 1              | 5      |
| 9     | Polen              | —            | —              | 4              | 4      |
| 10    | Großbritannien     | —            | —              | 1              | 1      |
| 10    | Italien            | —            | —              | 1              | 1      |
| 10    | Jugoslawien        | —            | —              | 1              | 1      |

## Klassifizierungen
| Klasse | Einstufungen                                                                                      |
| ------ | ------------------------------------------------------------------------------------------------- |
| LW1    | Stehend, Eine Beeinträchtigung in beiden Beinen                                                   |
| LW2    | Stehend, Eine Beinamputation oberhalb des Knies                                                   |
| LW3    | Stehend, Beidseitige Beinamputation, leichte Zerebralparese oder ähnliche Einschränkungen         |
| LW4    | Stehend, Eine Beinamputation unterhalb des Knies                                                  |
| LW5/7  | Stehend, Beidseitige Armamputation                                                                |
| LW6/8  | Stehend, Eine Armamputation                                                                       |
| LW9    | Stehend, Eine Arm- und eine Beinamputation bzw. eine Beeinträchtigung in einem Arm und einem Bein |
| B1     | Sehbehindert, kein Restsehvermögen                                                                |
| B2     | Sehbehindert, zwischen 3 und 5 % Restsehvermögen                                                  |

## Frauen

### LW2
| Disziplin          | Gold              | Silber            | Bronze          |
| ------------------ | ----------------- | ----------------- | --------------- |
| Abfahrt            | Christine Winkler | Marianne Reiter   | Lynda Chyzyk    |
| Riesenslalom       | Christine Winkler | Lynda Chyzyk      | Bonnie St. John |
| Slalom             | Marianne Reiter   | Christine Winkler | Bonnie St. John |
| Alpine Kombination | Christine Winkler | Bonnie St. John   | Lynda Chyzyk    |

### LW4
| Disziplin          | Gold            | Silber                | Bronze            |
| ------------------ | --------------- | --------------------- | ----------------- |
| Abfahrt            | Reinhild Möller | Lana Spreeman         | Lana Jo Chapin    |
| Riesenslalom       | Reinhild Möller | Lana Spreeman         | Janet Penn        |
| Slalom             | Janet Penn      | Reinhild Möller       | Elisabeth Zerobin |
| Alpine Kombination | Reinhild Möller | Elisabeth Osterwalder | Elisabeth Zerobin |

### LW5/7
| Disziplin          | Gold              | Silber            | Bronze           |
| ------------------ | ----------------- | ----------------- | ---------------- |
| Abfahrt            | Brigitte Madlener | Sabine Barisch    | Sabine Stiefbold |
| Riesenslalom       | Brigitte Madlener | Sabine Stiefbold  | Sabine Barisch   |
| Slalom             | Sabine Stiefbold  | Brigitte Madlener | Sabine Barisch   |
| Alpine Kombination | Brigitte Madlener | Sabine Stiefbold  | Sabine Barisch   |

### LW6/8
| Disziplin          | Gold          | Silber          | Bronze           |
| ------------------ | ------------- | --------------- | ---------------- |
| Abfahrt            | Gunilla Ahren | Kathy Poohachof | Gerlinde Dullnig |
| Riesenslalom       | Gunilla Ahren | Kathy Poohachof | Eszbieta Dadok   |
| Slalom             | Gunilla Ahren | Kathy Poohachof | Eszbieta Dadok   |
| Alpine Kombination | Gunilla Ahren | Kathy Poohachof | Eszbieta Dadok   |

### B1
| Disziplin          | Gold              | Silber            | Bronze            |
| ------------------ | ----------------- | ----------------- | ----------------- |
| Abfahrt            | Veronika Preining | Sheila Holzworth  | Cara Dunne        |
| Riesenslalom       | Sheila Holzworth  | Cara Dunne        | Veronika Preining |
| Alpine Kombination | Sheila Holzworth  | Veronika Preining | Cara Dunne        |

### B2
| Disziplin          | Gold            | Silber          | Bronze             |
| ------------------ | --------------- | --------------- | ------------------ |
| Abfahrt            | Edith Hölzl     | Vivienne Martin | Connie Conley      |
| Riesenslalom       | Vivienne Martin | Connie Conley   | Gabriele Berghofer |
| Alpine Kombination | Edith Hölzl     | Vivienne Martin | Connie Conley      |

## Männer

### LW1
| Disziplin          | Gold         | Silber           | Bronze           |
| ------------------ | ------------ | ---------------- | ---------------- |
| Abfahrt            | Helmut Falch | Andy Fasth       | Wayne Burton     |
| Riesenslalom       | Helmut Falch | Andy Fasth       | Edwin Zurbriggen |
| Slalom             | Helmut Falch | Wayne Burton     | Rod Hernley      |
| Alpine Kombination | Helmut Falch | Edwin Zurbriggen | —                |

### LW2
| Disziplin          | Gold            | Silber           | Bronze          |
| ------------------ | --------------- | ---------------- | --------------- |
| Abfahrt            | Rainer Bergmann | Christian Häusle | Ola Rylander    |
| Riesenslalom       | Rainer Bergmann | Alexander Spitz  | Peter Perner    |
| Slalom             | Ola Rylander    | Rainer Bergmann  | David Jamison   |
| Alpine Kombination | Rainer Bergmann | Peter Perner     | Alexander Spitz |

### LW3
| Disziplin          | Gold         | Silber          | Bronze           |
| ------------------ | ------------ | --------------- | ---------------- |
| Abfahrt            | Paul Dibello | Bernard Baudean | Mark Edwards     |
| Riesenslalom       | Paul Dibello | Bernard Baudean | Gerhard Langer   |
| Slalom             | Paul Dibello | Gerhard Langer  | Franciszek Tracz |
| Alpine Kombination | Paul Dibello | Jack Benedick   | Gerhard Langer   |

### LW4
| Disziplin          | Gold             | Silber           | Bronze          |
| ------------------ | ---------------- | ---------------- | --------------- |
| Abfahrt            | Markus Ramsauer  | Josef Meusburger | Paul Fournier   |
| Riesenslalom       | Josef Meusburger | Paul Fournier    | Eugen Diethelm  |
| Slalom             | Josef Meusburger | Paul Fournier    | Markus Ramsauer |
| Alpine Kombination | Josef Meusburger | Paul Fournier    | Ewald Vogl      |

### LW5/7
| Disziplin          | Gold           | Silber         | Bronze       |
| ------------------ | -------------- | -------------- | ------------ |
| Abfahrt            | Niko Moll      | Lars Lundström | Felix Abele  |
| Riesenslalom       | Niko Moll      | Felix Gisler   | Felix Abele  |
| Slalom             | Lars Lundström | Niko Moll      | Murray Bedel |
| Alpine Kombination | Niko Moll      | Felix Gisler   | John Watkins |

### LW6/8
| Disziplin          | Gold                | Silber        | Bronze              |
| ------------------ | ------------------- | ------------- | ------------------- |
| Abfahrt            | Rolf Heinzmann      | Heinz Moser   | Dietmar Schweninger |
| Riesenslalom       | Dietmar Schweninger | Paul Neukomm  | Meinhard Tatschl    |
| Slalom             | Rolf Heinzmann      | Michael Knaus | Reed Robinson       |
| Alpine Kombination | Rolf Heinzmann      | Heinz Moser   | Franc Komar         |

### LW9
| Disziplin          | Gold           | Silber        | Bronze         |
| ------------------ | -------------- | ------------- | -------------- |
| Abfahrt            | Tristan Mouric | Hansueli Feuz | Peter Bartlome |
| Riesenslalom       | Peter Bartlome | Walter Kälin  | Robert Cadisch |
| Slalom             | Tristan Mouric | Brad Hudiberg | Walter Kälin   |
| Alpine Kombination | Peter Bartlome | Walter Kälin  | —              |

### B1
| Disziplin          | Gold          | Silber          | Bronze   |
| ------------------ | ------------- | --------------- | -------- |
| Abfahrt            | Karl Preining | Christopher Orr | Mike May |
| Riesenslalom       | Karl Preining | Rod Hersey      | Mike May |
| Alpine Kombination | Karl Preining | Rod Hersey      | Mike May |

### B2
| Disziplin          | Gold          | Silber          | Bronze            |
| ------------------ | ------------- | --------------- | ----------------- |
| Abfahrt            | Mark Bentz    | Uli Rompel      | August Hofer      |
| Riesenslalom       | Odo Habermann | Glen Abramowski | Jean-Pierre Kurth |
| Alpine Kombination | Mark Bentz    | Uli Rompel      | Bruno Oberhammer  |